# تشيت ميلر
تشيت ميلر (بالإنجليزية: Chet Miller) هو سائق سيارة سباق ومهندس أمريكي، ولد في 19 يوليو 1902 في ديترويت في الولايات المتحدة، وتوفي في 15 مايو 1953 في إنديانابوليس في الولايات المتحدة.

## روابط خارجية
- تشيت ميلر على موقع DriverDB.com (الإنجليزية)